# Linhan de Bordèu
Linhan de Bordèu (en francès Lignan-de-Bordeaux) és un municipi francès situat al departament de la Gironda i a la regió de la Nova Aquitània.

## Demografia
| 1962                                       | 1968 | 1975 | 1982 | 1990 | 1999 | 2007 |
| ------------------------------------------ | ---- | ---- | ---- | ---- | ---- | ---- |
| 387                                        | 465  | 530  | 643  | 722  | 676  | 716  |
| Des de 1962: població sense dobles comptes |      |      |      |      |      |      |

## Administració
| Període | Identitat        | Partit |
| ------- | ---------------- | ------ |
| 1984-   | Françoise Guimon |        |